# Famille Tugnot de Lanoye
La famille Tugnot de Lanoye est une famille éteinte de la noblesse française, originaire de Franche-Comté.

## Noblesse
L'anoblissement est lié au grade de maréchal de camp au XVIIIe siècle. Philippe Henri Tugnot de Lanoye est baron d'Empire par lettres patentes le 10 septembre 1808. Il meurt en 1811. Le titre est relévé par son frère Cyprien Joseph Tugnot de Lanoye La famille s'éteint avec son petit-fils Charles-Joseph-Ferdinand-Henri (1846-1896) d’où Yvonne-Henriette (1894-1978).

## Liens de filiation entre les personnalités

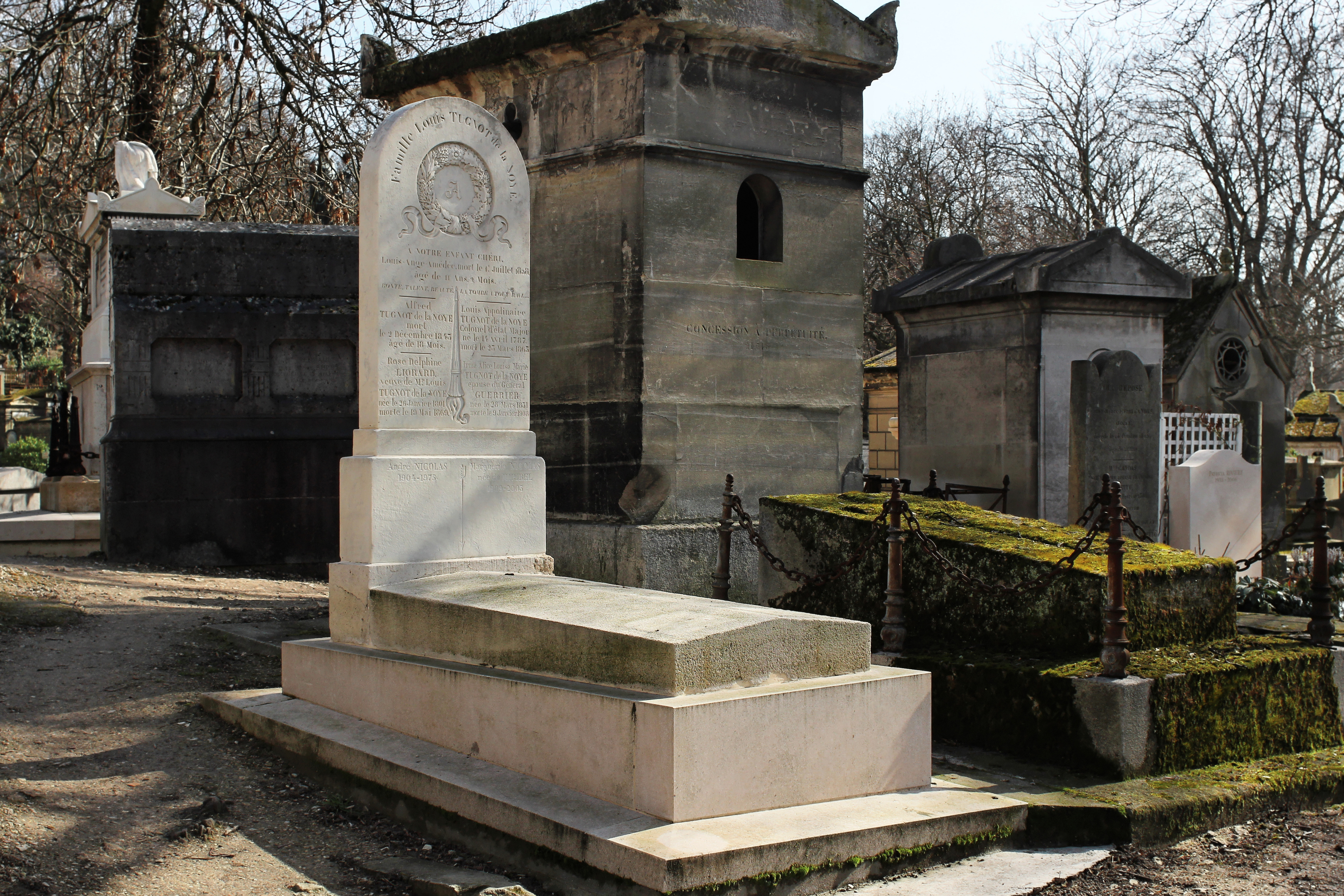
Caveau de la famille Tugnot de Lanoye au cimetière du Père-Lachaise.

- Henry Tugnot épouse Jeanne Deville
  - Jean-Henri Tugnot de Lanoye (1744-1804), général de brigade de la révolution française. Il épouse Claude-Françoise Parisot le 17 juillet 1766 à Membrey.
    - Philippe Henri Tugnot de Lanoye  (1767-1811), colonel français de la Révolution et de l’Empire.
    - Cyprien Joseph Tugnot de Lanoye(d) (20 mai 1774 à Auvet - 30 juin 1847 à Auvet), lieutenant-colonel, baron de l'Empire, officier de la Légion d'honneur (1830), chevalier de Saint-Louis. Il épouse Anna Beate Frederikke Adeler Q120884929.
      - Ferdinand Tugnot de Lanoye (15 septembre 1806 à Saint-Saturnin-lès-Avignon - 10 avril 1870 à Vienne), géographe, rédacteur dans plusieurs journaux républicains après 1830, co-fondateur et directeur de la revue Le Tour du monde. Il épouse Marie Dorothée Laure Hervé.
        - Henri Tugnot de Lanoye(d) (8 juin 1846 à Paris 10e - 24 février 1896), bibliothécaire et chef de bureau au ministère de l'Intérieur. Le 27 mai 1895 à Paris 17e, il épouse Ernestine Marie Frère.
          - Yvonne Henriette Tugnot de Lanoye (8 janvier 1894 à Paris 17e - 2 septembre 1978 à Meulan)[2].

## Armes
Les armes de la famille sont D’azur au palmier d’or

## Pour approfondir